# David Bateson
David Bateson est un acteur britannique, né le 6 février 1960 en Afrique du Sud. Il est notamment connu pour avoir servi de modèle à 47, le protagoniste de la série des Hitman, auquel il prête également sa voix.
Il est aussi la voix off des publicités pour la bière Carlsberg en Grande-Bretagne.

## Biographie
Né en Afrique du Sud de parents britanniques, il grandit entre ces deux pays et change de nombreuses fois d'écoles. Des connaissances d'un studio de son à Copenhague l'informent que les développeurs d'un jeu vidéo recherchent quelqu'un pour doubler leur personnage principal. Il est ainsi choisi pour devenir la voix de 47, protagoniste de la future série à succès Hitman.

## Filmographie
- 2022 : L'Orchestre, Mablewood, chef d'orchestre[2].